# Podomyrma mayri
Podomyrma mayri är en myrart som beskrevs av Carlo Emery 1891. Podomyrma mayri ingår i släktet Podomyrma och familjen myror. Inga underarter finns listade i Catalogue of Life.